# Liste der Baudenkmale in Drage (Elbe)
In der Liste der Baudenkmale in Drage sind alle Baudenkmale der niedersächsischen Gemeinde Drage im Landkreis Harburg aufgelistet. Der Stand der Liste ist der 29. November 2021.
Die Quelle der  IDs und der Beschreibungen ist der Denkmalatlas Niedersachsen.

## Allgemein
In den Spalten befinden sich folgende Informationen:
- Lage: die Adresse des Baudenkmales und die geographischen Koordinaten. Kartenansicht, um Koordinaten zu setzen. In der Kartenansicht sind Baudenkmale ohne Koordinaten mit einem roten Marker dargestellt und können in der Karte gesetzt werden. Baudenkmale ohne Bild sind mit einem blauen Marker gekennzeichnet, Baudenkmale mit Bild mit einem grünen Marker.
- Bezeichnung: Bezeichnung des Baudenkmales
- Beschreibung: die Beschreibung des Baudenkmales. Unter § 3 Abs. 2 NDSchG werden Einzeldenkmale und unter § 3 Abs. 3 NDSchG Gruppen baulicher Anlagen und deren Bestandteile ausgewiesen.
- ID: die Objekt-ID des Baudenkmales
- Bild: ein Bild des Baudenkmales, ggf. zusätzlich mit einem Link zu weiteren Fotos des Baudenkmals im Medienarchiv Wikimedia Commons. Wenn man auf das Kamerasymbol klickt, können Fotos zu Baudenkmalen aus dieser Liste hochgeladen werden:

## Drage
| Lage                                           | Bezeichnung       | Beschreibung | ID       | Bild |
| ---------------------------------------------- | ----------------- | ------------ | -------- | ---- |
| Elbdeich 26 53° 24′ 40″ N, 10° 15′ 36″ O       | Bauernhaus        |              | 26950428 |      |
| Elbdeich 32 53° 24′ 47″ N, 10° 15′ 43″ O       | Bauernhaus        |              | 26950413 |      |
| Kiebitzende 3 53° 24′ 26″ N, 10° 15′ 21″ O     | Bauernhaus        |              | 26950398 |      |
| Winsener Straße 7 53° 24′ 27″ N, 10° 15′ 37″ O | Wohnhaus mit Zaun |              | 26950350 |      |

## Drennhausen
| Lage                                                | Bezeichnung               | Beschreibung                      | ID       | Bild |
| --------------------------------------------------- | ------------------------- | --------------------------------- | -------- | ---- |
| Drennhäuser Elbdeich 2 53° 24′ 58″ N, 10° 15′ 51″ O | Wohn-/ Wirtschaftsgebäude |                                   | 26950335 |      |
| Drennhäuser Elbdeich 2 53° 24′ 58″ N, 10° 15′ 51″ O | Speicher                  |                                   | 26950320 | BW   |
| Drennhäuser Elbdeich 14 53° 25′ 6″ N, 10° 15′ 59″ O | Bauernhaus                |                                   | 26950305 |      |
| Drennhäuser Elbdeich 16 53° 25′ 7″ N, 10° 16′ 4″ O  | Bauernhaus                |                                   | 26950290 |      |
| Drennhäuser Straße 20 53° 25′ 4″ N, 10° 16′ 11″ O   | Wohnhaus                  |                                   | 26950275 |      |
| Kirchweg 53° 25′ 8″ N, 10° 16′ 18″ O                | Kirche                    | Marienkirche Drennhausen von 1347 | 26950260 |      |

## Elbstorf
| Lage                                               | Bezeichnung | Beschreibung | ID       | Bild |
| -------------------------------------------------- | ----------- | ------------ | -------- | ---- |
| Elbstorfer Straße 75 53° 25′ 16″ N, 10° 17′ 28″ O  | Bauernhaus  |              | 26950215 |      |
| Elbstorfer Straße 97 53° 25′ 20″ N, 10° 17′ 42″ O  | Bauernhaus  |              | 26950200 |      |
| Elbstorfer Straße 99 53° 25′ 20″ N, 10° 17′ 43″ O  | Bauernhaus  |              | 26950185 |      |
| Elbstorfer Straße 101 53° 25′ 20″ N, 10° 17′ 44″ O | Bauernhaus  |              | 26950170 |      |
| Elbstorfer Straße 103 53° 25′ 20″ N, 10° 17′ 45″ O | Bauernhaus  |              | 26950155 |      |

## Fahrenholz
| Lage                                             | Bezeichnung         | Beschreibung | ID       | Bild           |
| ------------------------------------------------ | ------------------- | --- | -------- | -------------- |
| An der Ilmenau 8 53° 21′ 36″ N, 10° 18′ 58″ O    | Schleuse Fahrenholz | Schleusenwärterhaus, 1892–1893 | 26950123 | Weitere Bilder |
| Fahrenholzer Straße 53° 21′ 43″ N, 10° 18′ 17″ O | Kriegerdenkmal      | Ein Steinquader aus roten Ziegelsteinen. Oben ein Tatzenkreuz mit Inschrift 1914–1918 und 1939–1945, rechts und links ein Kreuz aus Stein. In der Mitte eine polierte Granittafel mit den Namen. | 26950106 | Weitere Bilder |
| Rottorfer Weg 4 53° 21′ 37″ N, 10° 18′ 3″ O      | Bauernhaus          | Historisches Bauernhaus | 26950091 | Weitere Bilder |
| Rottorfer Weg 12 53° 21′ 26″ N, 10° 18′ 15″ O    | Bauernhaus          | Historisches Bauernhaus | 26950076 |                |

## Hunden
| Lage                                            | Bezeichnung | Beschreibung | ID       | Bild |
| ----------------------------------------------- | ----------- | ------------ | -------- | ---- |
| Hundener Straße 1 53° 22′ 16″ N, 10° 17′ 42″ O  | Bauernhaus  |              | 26950061 |      |
| Hundener Straße 3 53° 22′ 17″ N, 10° 17′ 41″ O  | Bauernhaus  |              | 26950046 |      |
| Hundener Straße 13 53° 22′ 24″ N, 10° 17′ 34″ O | Bauernhaus  |              | 26949821 |      |
| Mover Straße 2 53° 22′ 16″ N, 10° 17′ 43″ O     | Bauernhaus  |              | 26950031 |      |
| Twietenweg 1 53° 22′ 17″ N, 10° 17′ 40″ O       | Bauernhaus  |              | 26950016 |      |

## Krümse

### Gruppe: Hofanlage Krümser Straße 100, 105
Die Gruppe „Hofanlage Krümser Straße 100, 105“ hat die ID 26969205.

| Lage                                            | Bezeichnung               | Beschreibung | ID       | Bild |
| ----------------------------------------------- | ------------------------- | ------------ | -------- | ---- |
| Krümser Straße 100 53° 24′ 32″ N, 10° 18′ 47″ O | Wohn-/ Wirtschaftsgebäude |              | 26950001 |      |
| Krümser Straße 100 53° 24′ 33″ N, 10° 18′ 49″ O | Scheune                   |              | 26949791 |      |
| Krümser Straße 105 53° 24′ 32″ N, 10° 18′ 51″ O | Wohn-/ Wirtschaftsgebäude |              | 26949984 |      |
| Krümser Straße 105 53° 24′ 33″ N, 10° 18′ 54″ O | Scheune                   |              | 26949776 |      |

## Schwinde
| Lage                                             | Bezeichnung | Beschreibung | ID       | Bild |
| ------------------------------------------------ | ----------- | ------------ | -------- | ---- |
| Schwinder Straße 23 53° 25′ 34″ N, 10° 19′ 15″ O | Bauernhaus  |              | 26949954 | BW   |
| Schwinder Straße 56 53° 25′ 20″ N, 10° 19′ 30″ O | Wohnhaus    | Abbauer      | 26949939 |      |

## Stove
| Lage                                            | Bezeichnung         | Beschreibung         | ID       | Bild |
| ----------------------------------------------- | ------------------- | -------------------- | -------- | ---- |
| Stover Elbdeich 4 53° 25′ 48″ N, 10° 18′ 52″ O  | Wohnhaus            |                      | 26949910 |      |
| Stover Elbdeich 4a 53° 25′ 48″ N, 10° 18′ 52″ O | Schule              |                      | 26949895 |      |
| Stover Elbdeich 6 53° 25′ 50″ N, 10° 18′ 40″ O  | Wohnhaus            | Landarbeiterwohnhaus | 26949880 |      |
| Stover Straße 75 53° 25′ 42″ N, 10° 18′ 59″ O   | Bauernhaus          |                      | 26949850 |      |
| Stover Strand 3 53° 25′ 43″ N, 10° 18′ 17″ O    | Ehemalige Windmühle |                      | 26949865 |      |

## Ehemalige Baudenkmale
| Lage                                                                     | Bezeichnung          | Beschreibung | ID       | Bild |
| ------------------------------------------------------------------------ | -------------------- | --- | -------- | --- |
| Drage Auf dem Sande 14 53° 24′ 55″ N, 10° 15′ 45″ O                      | Backhaus             | |          | [[Vorlage:Bilderwunsch/code!/C:53.415196,10.262465!/D:Drage Auf dem Sande 14, Backhaus!/\|BW]]                      |
| Elbstorf Elbstorfer Straße 107 53° 25′ 20″ N, 10° 17′ 49″ O              | Bauernhaus           | |          | [[Vorlage:Bilderwunsch/code!/C:53.422212,10.296856!/D:Elbstorf Elbstorfer Straße 107, Bauernhaus!/\|BW]]            |
| Elbstorf Elbstorfer Straße 23 / Riekshof 25 53° 25′ 17″ N, 10° 16′ 53″ O | Backhaus             | |          | [[Vorlage:Bilderwunsch/code!/C:53.421275,10.281354!/D:Elbstorf Elbstorfer Straße 23 / Riekshof 25, Backhaus!/\|BW]] |
| Fahrenholz An der Ilmenau 8 53° 21′ 37″ N, 10° 18′ 58″ O                 | Nadelwehr Fahrenholz | Das Nadelwehr in Fahrenholz befindet sich im Ilmenau-Kanal und verläuft quer zur Flussachse. Durch Wegnehmen oder Hinzufügen vierkantiger Holzpfähle (Nadeln) ist der Wasserstand regulierbar. | 26969187 | Weitere Bilder |
| Schwinde Schwinder Straße 19 53° 25′ 35″ N, 10° 19′ 11″ O                | Bauernhaus           | |          | [[Vorlage:Bilderwunsch/code!/C:53.426308,10.31974!/D:Schwinde Schwinder Straße 19, Bauernhaus!/\|BW]]               |
| Schwinde Schwinder Straße 94 53° 25′ 13″ N, 10° 19′ 54″ O                | Bauernhaus           | Gestrichen 14.11.2001 |          | [[Vorlage:Bilderwunsch/code!/C:53.420415,10.331683!/D:Schwinde Schwinder Straße 94, Bauernhaus!/\|BW]]              |